# マシュー・ウェルチ
マシュー・ウェルチ（Matthew Welch、1976年 - ）は、アメリカのバグパイプ奏者にして作曲家である。
ウェルチは、カナダのサイモンフレーザー大学で音楽の学士号をとり、その後、ウェズリアン大学に入学し、そこでアンソニー・ブラクストンとアルヴィン・ルシエのもとで学んだ。何枚かのCDアルバムをリリースし、バグパイプのための曲と、より伝統的なアンサンブルのための曲の両方を作曲しつつ、フリー・ジャズや実験音楽の要素を探求した。

## ディスコグラフィ

### ソロ・アルバム
- Ceol Nua (2002年、Leo Records)
- Hag at the Churn (2003年、Newsonic)
- Dream Tigers (2005年、ツァディク)
- Luminosity (2009年、Porter)
- Blarvuster (2010年、ツァディク)